# Sitobion brevirostre
Sitobion brevirostre är en insektsart. Sitobion brevirostre ingår i släktet Sitobion och familjen långrörsbladlöss. Inga underarter finns listade i Catalogue of Life.